# Audemars Piguet

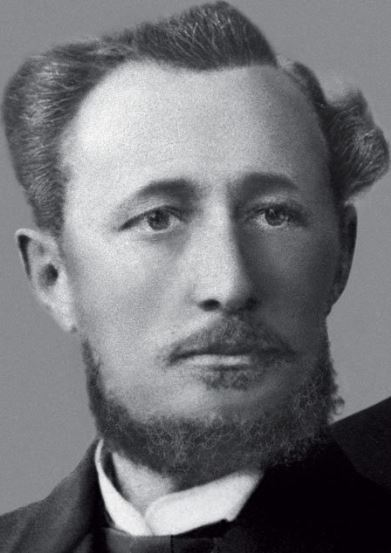
Jules-Louis Audemars

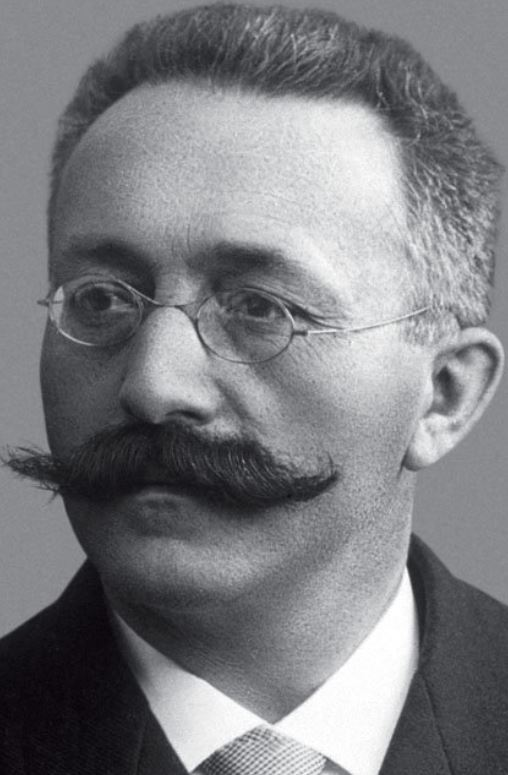
Edward-Auguste Piguet

Az Audemars Piguet, röviden AP egy svájci csúcskategóriás luxusórákat gyártó vállalat, melynek székhelye Le Brassus faluban, Vaud kantonban található. A céget Jules Louis Audemars és Edward Auguste Piguet alapította 1875-ben, és azóta is a leszármazottaik birtokában van.
Az AP legismertebb modellje az Audemars Piguet Royal Oak, amit 1972 óta gyártanak, és ami a cég ismertségét meghozta. Egyik korábbi eredményük az első percismétlő szerkezet megalkotása volt 1892-ben. Ők fejlesztették ki az első átlátszó számlapos (skeleton) karórát 1934-ben.
Jules Louis Audemars és Edward Auguste Piguet barátsága még gyermekkorukban kezdődött, de de csak 1874-ben, húszas éveik elején kerültek újra kapcsolatba egymással. 1875-ben hivatalosan is megalapították az Audemars, Piguet & Cie-t, amelynek székhelye a svájci Vallée de Joux-ban található Le Brassus falucskában volt. Korábban mindkét alapító órásmesterként dolgozott. A közös cég működtetésében a munkát megosztották egymás közöttː Audemars a gyártásért és a műszaki szempontokért felelt, míg Piguet az értékesítésre és a menedzsmentre koncentrált.
Az 1970-es évekre az AP-t már a legrangosabb svájci óragyártók között jegyezték, főképp a Royal Oak bevezetése óta. A cég jelenlegi vezetői Audemars ükunokái, és évente körülbelül 40 000 órát gyártanak.

## Órák

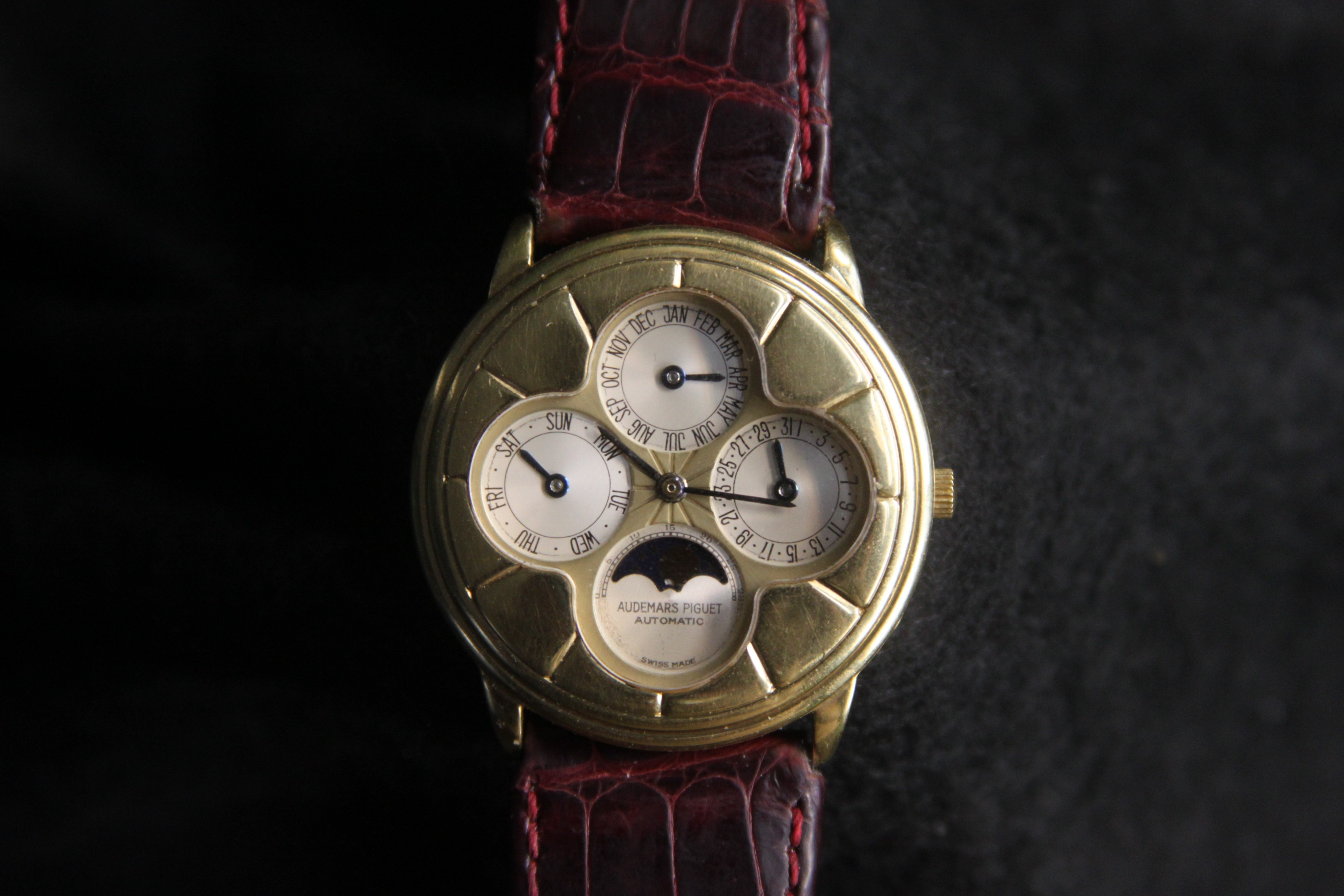
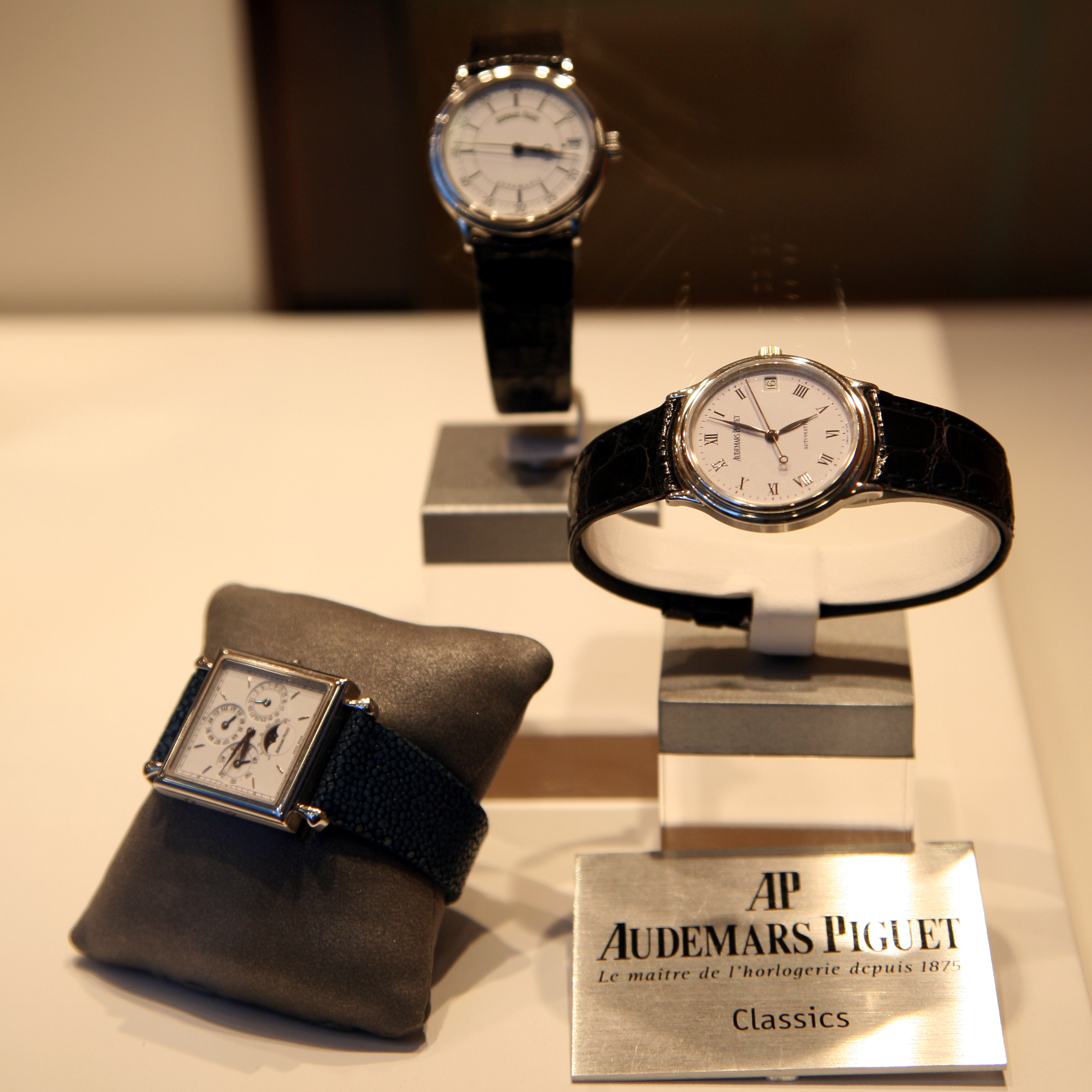
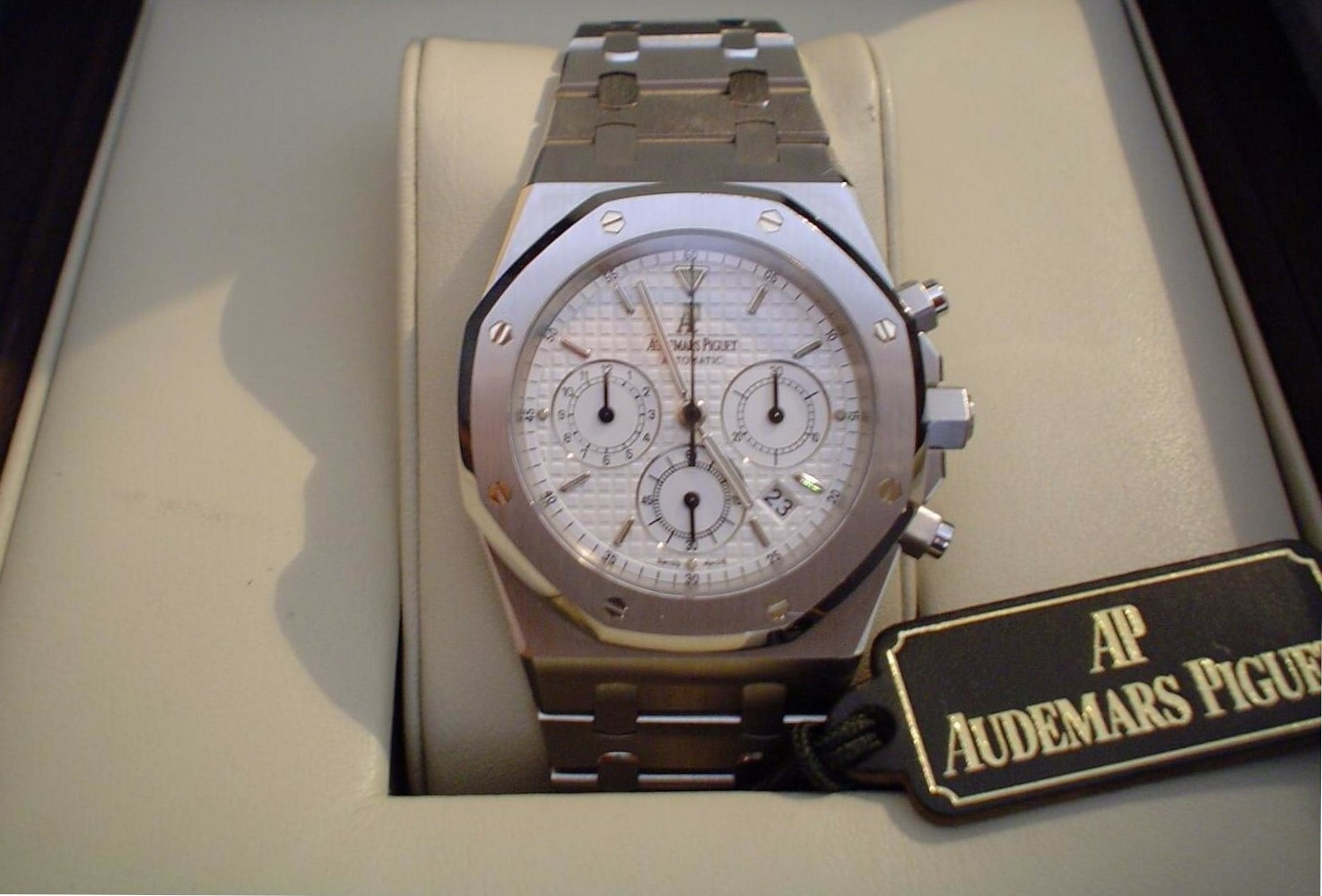
Royal Oak
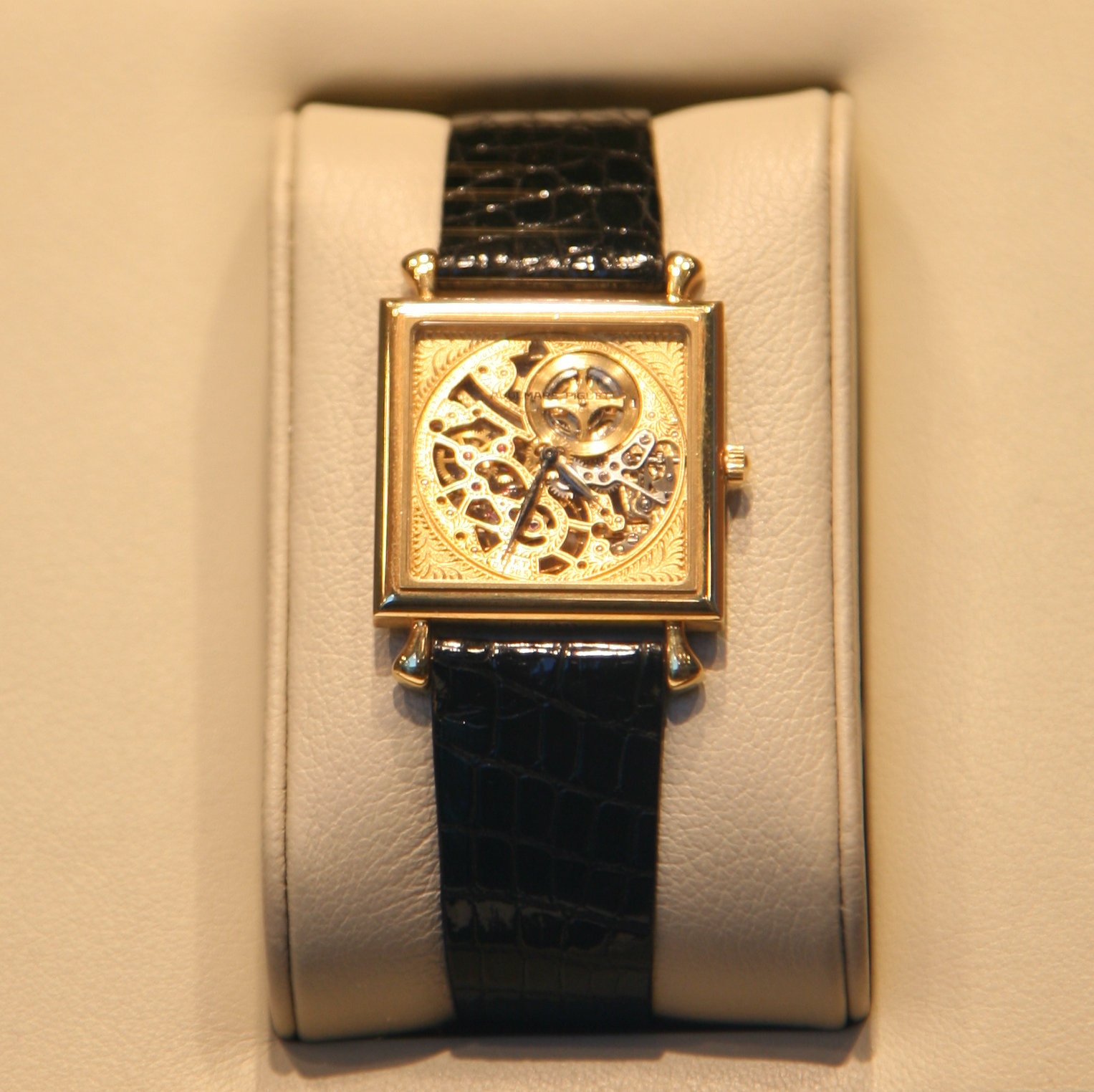